# Chioninia geisthardti
Espèce
Synonymes
- Mabuya geisthardti Joger, 1993

Chioninia geisthardti est une espèce de sauriens de la famille des Scincidae.

## Répartition
Cette espèce est endémique des îles du Cap-Vert.

## Étymologie
Cette espèce est nommée en l'honneur de Michael Geisthardt, qui a collecté les spécimens types.

## Publication originale
- Joger, 1993 : On two collections of reptiles and amphibians from the Cape Verde Islands, with descriptions of three new taxa. Courier Forschungsinstitut Senckenberg, vol. 159, p. 437-444 (texte intégral).